# Son Amar Palma
El Son Amar Palma fue un club de voleibol español fundado en 1970 y desaparecido en 1991. 
En agosto de 1970, un grupo de amigos y algunos turistas montaron un equipo que no comenzaría profesionalmente hasta 1973 en la Tercera División con Damià Seguí como presidente del club ascendiendo al final de esa temporada a la Segunda División. En la siguiente temporada volvieron ascender, esta vez a Primera División ya con algún americano en la plantilla. Sin embargo, durante la temporada 1974/1975 el equipo decidió no presentarse a la Copa del Generalísimo, ello motivó que a pesar de ser séptimos, bajasen de categoría.
Durante los tres años siguientes, el equipo sigue existiendo pero no participa en competición. Hasta que el médico del equipo, Carlos Sugar, le dice que sería buena idea competir por lo que en la temporada 1978/1979 vuelven a la Tercera División y suben de categoría. Mediada la temporada 1979/1980, Seguí ficha al colocador yugoslavo Pedro Bozic y asciende a la Primera División. Para la temporada 1980/1981 fichan a Feliciano Mayoral y Miguel Ocón y mediada la temporada al norteamericano Larry Benecke consiguiendo su primer título de Liga. En la siguiente temporada fichan a Luis Álvarez Gómez, Jaime Fernández Barros y Francisco Sánchez Jover consiguiendo el doblete.
En la temporada 1982/1984, consiguen un hito en la historia de España al ser el primer equipo en alcanzar la final a cuatro de la Copa de Europa tras eliminar en octavos al Maccabi por 6:1, al Ibis en cuartos por 4:3 y al Giessen por 5:3. En la final a cuatro acabaría cuarto con un balance de 1:9.
Al comienzo de la temporada Liga Nacional de Voleibol 1984/1985, Damià Seguí decide no continuar en la Primera División y bajan a Segundo, aunque con parte de la plantilla. El equipo vuelve a ascender a la Primera División donde se mantiene hasta su desaparición en 1991.
Entre 1983 y 1988 cosechó un total de 124 victorias seguidas de Liga.

## Palmarés
- Recopa de Europa

Finalista en 1984
- Copa de Europa de Voleibol

Bronce en 1990
- 7 Superligas

(1981, 1982, 1984, 1986, 1987, 1988 y 1989)
- 6 Copas del Rey

(1982, 1984, 1986, 1987, 1988, 1990)
- 1 Supercopa de España de Voleibol Masculino

(1990)